# 日本の漫画作品一覧 か行
あ行 |
か行 |
さ行 |
た行 |
な行 |
は行 |
ま行 |
や行 |
ら行 |
わ行 |
読切 |
日本の漫画作品一覧 か行（にほんのまんがさくひんいちらん かぎょう）は、ウィキペディア日本語版に記事の存在する日本の漫画作品のうち、か行に分類される作品の一覧である。

## か
- がぁーでぃあんHearts （天津冴、月刊少年エース）
- がーでん姉妹（竹本泉、まんがライフ）
- カードキャプターさくら （CLAMP、なかよし）
- ガールズザウルス（楠桂、週刊少年サンデー超）
- GIRLS BE…（玉越博幸、週刊漫画ゴラク）
- GIRLSブラボー（まりお金田、月刊少年エース）
- GIRL FRIENDS（森永みるく、月刊コミックハイ!）
- ガールフレンド（原作：外薗昌也、作画：別天荒人、週刊ヤングジャンプ）
- ガール メイ キル（板倉梓、月刊アクション）
- 海皇紀（川原正敏、月刊少年マガジン）
- 快感♥フレーズ（新條まゆ、少女コミック）
- 怪奇警察サイポリス（上山道郎、コロコロコミック）
- 怪奇猫娘（水木しげる）
- 怪奇版画男（唐沢なをき、ビッグコミックスピリッツ21）
- 会計チーフはゆ〜うつ（おーはしるい、まんがタイムラブリー）
- 快傑蒸気探偵団（麻宮騎亜、月刊少年ジャンプ、ウルトラジャンプ）
- ガイコツ書店員 本田さん（本田、ジーンピクシブ）
- かいじゅう色の島（はっとりみつる、別冊ドラゴンエイジ→ヤングドラゴンエイジ）
- 怪獣の家（星里もちる、ビッグコミックスペリオール）
- 怪人開発部の黒井津さん（水崎弘明、COMIC メテオ）
- 怪人同盟（石ノ森章太郎、冒険王）
- 怪人ようちえん -monster's kindergarten-（新貝田鉄也郎、ウルトラジャンプ）
- 快僧のざらし（山上たつひこ、月刊少年チャンピオン）
- 海賊伯（ゆづか正成、月刊コミックジーン）
- 怪体真書Ø（険持ちよ、週刊少年サンデー）
- カイチュー!（林佑樹、週刊ヤングジャンプ）
- 会長様とひよこちゃん（如月ゆきの、ちゃお）
- 会長はメイド様!（藤原ヒロ、LaLa）
- 海底人類アンチョビー（安永航一郎、週刊少年サンデー増刊号）
- 怪艇ポセイドン（枡谷タケシ、週刊少年ジャンプ）
- 回転銀河（海野つなみ、One more Kiss、Kiss、Kiss PLUS）
- 怪盗アマリリス（和田慎二、花とゆめ）
- 快盗シスターズいただき!パンサー（谷沢直、ぴょんぴょん）
- 怪盗シュガー（さいとう・たかを、リイドコミック）
- 怪盗ジョーカー（たかはしひでやす、コロコロコミックス）
- 怪盗セイント・テール（立川恵、なかよし）
- 怪盗ルヴァン（原作：亜樹直、作画：オキモト・シュウ、モーニング）
- 貝とオルタナロック（なこ）
- カイの旅立ち（六田登、小学五年生、小学六年生）
- 怪物王女（光永康則、月刊少年シリウス）
- 怪物くん（藤子不二雄A）
- 怪・力・乱・神 クワン（志水アキ、コミックフラッパー）
- カイン（内水融、週刊少年ジャンプ）
- カウンタック（梅澤春人、週刊ヤングジャンプ）
- かえで忍法帳（なかの弥生、芳村杏、なかよし）
- カオリわーにんぐ!（リコシェ号、週刊ヤングジャンプ）
- 九龍で会いましょう（柴門ふみ、ビッグコミックスピリッツ）
- 描かないマンガ家（えりちん、ヤングアニマル）
- カカフカカ（石田拓実、Kiss）
- 鏡の国のちづる（千之ナイフ）
- 鏡の国の針栖川（叶恭弘、週刊少年ジャンプ）
- カガミガミ（岩代俊明、週刊少年ジャンプ）
- ガキ警察（原作：藤井良樹、作画：旭凜太郎、週刊少年チャンピオン）
- がきデカ（山上たつひこ、週刊少年チャンピオン）
- 鍵姫物語 永久アリス輪舞曲（介錯、電撃大王）
- 各駅停車（谷川史子、りぼんオリジナル）
- 学園アリス（樋口橘、花とゆめ）
- 学園革命伝ミツルギ（原作：河田雄志、作画：行徒、月刊コミックラッシュ）
- ガクエン退屈男（永井豪）
- 学園天国（原明日美、なかよし）
- 学園特警デュカリオン（CLAMP、コミックGENKi）
- 学園ベビーシッターズ（時計野はり、LaLa）
- 学園黙示録 HIGHSCHOOL OF THE DEAD（佐藤ショウジ）
- がくえんゆーとぴあ まなびストレート!（原作：ufotable、作画：たあたんちぇっく、電撃コミックス）
- かくかくしかじか（東村アキコ、Cocohana）
- 覚悟のススメ（山口貴由、週刊少年チャンピオン）
- カグツチ（原作：石黒耀、作画：正吉良カラク、週刊少年マガジン）
- 格闘士ローマの星（原作：梶原一騎、作画：ふくしま政美、週刊少年チャンピオン）
- 格闘探偵団（小林まこと、イブニング）
- 殻都市の夢（鬼頭莫宏、マンガ・エロティクスF）
- 岳 みんなの山（石塚真一、ビッグコミックオリジナル）
- 革命の日（つだみきよ）
- かぐや様は告らせたい〜天才たちの恋愛頭脳戦〜（赤坂アカ、ミラクルジャンプ→週刊ヤングジャンプ）
- 輝夜姫（清水玲子、LaLa）
- かけあうつきひ（福井セイ、週刊少年サンデー）
- 影狩り（さいとう・たかを、週刊ポスト）
- かげきベイビー バーブー赤ちん（のむらしんぼ、コロコロコミック）
- 下弦の月（矢沢あい）
- 家栽の人（原作：毛利甚八、作画：魚戸おさむ、ビッグコミックオリジナル）
- 火災調査官ナナセ（原作：橋本以蔵、作画：市川智茂、コミックバンチ）
- がじぇっと（衛藤ヒロユキ、月刊コミックブレイド）
- カジカ（鳥山明、週刊少年ジャンプ）
- カジテツ王子（向浦宏和、週刊ヤングジャンプ）
- かしまし 〜ガール・ミーツ・ガール〜（原作:あかほりさとる、作画:桂遊生丸、月刊コミック電撃大王）
- 加治隆介の議（弘兼憲史、ミスターマガジン）
- カスミ伝（唐沢なをき）
- 火星人刑事（安永航一郎、ウルトラジャンプ）
- 火星田マチ子（吉田戦車、コミックバーガー）
- 火星のココロ（馬場民雄、ヒーロークロスライン）
- 火聖旅団 ダナサイト999.9（松本零士、少年王）
- 加瀬さんシリーズ（高嶋ひろみ、FLASHウィングス）
- 風と木の詩（竹宮惠子、週刊少女コミック）
- 風のカラッペ（赤塚不二夫、週刊少年キング）
- 風の抄（原作：古山寛、作画：谷口ジロー、ヤングチャンピオン）
- 風のソナタ（原ちえこ、なかよし）
- 旋風の橘（猪熊しのぶ、週刊少年サンデー）
- 風の大地（原作：坂田信弘、作画：かざま鋭二、ビッグコミックオリジナル）
- 風の谷のナウシカ（宮崎駿、アニメージュ）
- 風の伝承者（原作：若桑一人、作画：山本智、週刊少年サンデー）
- 風光る（七三太朗・川三番地、月刊少年マガジン）
- 風光る（渡辺多恵子、別冊少女コミック）
- 家族の食卓（柴門ふみ、ビッグコミック）
- 家族のそれから（ひぐちアサ、月刊アフタヌーン）
- ガタガール　ガタガールsp. 阿比留中学生物部活動レポート（小原ヨシツグ、月刊少年シリウス）
- カタコイ・カノン（胡桃ちの、まんがライフ）
- 片恋グルメ日記（アキヤマ香、JOURすてきな主婦たち）
- かたつむりちゃん（今井神、まんがタイムきらら）
- 片目猿（横山光輝、ボーイズライフ）
- カタリアツメベ探訪談（天原ふおん、花とゆめ）
- カタリベ（石川雅之、ヤングマガジン増刊赤BUTA）
- ガチャガチャファミリー えびるクン（麻宮騎亜、コミックGOTTA）
- 課長島耕作（弘兼憲史、週刊モーニング）
- 課長バカ一代（野中英次、ミスターマガジン）
- KATSU!（あだち充、週刊少年サンデー）
- 喝揚丸ユスリ商会（藤子不二雄A、劇画ゲンダイ）
- カツカレーの日（西炯子、月刊フラワーズ）
- 学級王ヤマザキ（樫本学ヴ、コロコロコミック）
- 学校怪談（原作：北川久、作画：上野すばる、るんるん）
- 学校怪談（高橋葉介、週刊少年チャンピオン）
- がっこうぐらし!（原作：海法紀光、作画：千葉サドル、まんがタイムきららフォワード）
- カッコウの許嫁（吉川美希、週刊少年マガジン）
- 学校のおじかん（田島みみ、マーガレット）
- 学校の怪談（小川京美、ブンブンコミックス）
- かつて神だった獣たちへ（めいびい、別冊少年マガジン）
- かってに改蔵（久米田康治、週刊少年サンデー）
- ガッデム（新谷かおる、ビッグコミックスペリオール）
- カテキン（オジロマコト、週刊ヤングマガジン）
- かてきょん（あづま笙子、まんがライフ）
- かっとばせ!キヨハラくん（河合じゅんじ、コロコロコミック）
- かっとびレーサー!ダンガン狼（こしたてつひろ、コロコロコミック）
- 河童千一夜（水木しげる、漫画アクション）
- 河童の三平（水木しげる、週刊少年サンデーほか）
- かつみ（矢口高雄、少年サンデー）
- 桂正和コレクション（桂正和、週刊少年ジャンプ、フレッシュジャンプ他）
- 家庭教師神宮山美佳（江川達也、週刊現代）
- 家庭教師ヒットマンREBORN!（天野明、週刊少年ジャンプ）
- 猫娘症候群（ねこ太郎、GANMA!）
- カナカナ（西森博之、週刊少年サンデーS）
- かなたかける（高橋しん、ビッグコミックスピリッツ）
- 彼方から（ひかわきょうこ）
- 彼方のアストラ（篠原健太、ジャンプ+）
- かなめも（石見翔子、まんがタイムきららMAX）
- かなり桃たろう（玉井たけし、コロコロコミック）
- カニメガ大接戦!（なかま亜咲、もえよん、Men'sYOUNG）
- カネが泣いている（国友やすゆき、モーニング）
- 彼女、お借りします（宮島礼吏、週刊少年マガジン）
- 彼女がお兄ちゃんになったらしたい10のこと（アカコッコ、まんがタイムきららMAX）
- 彼女たち（樫みちよ、週刊セブンティーン）
- 彼女達のエクス・デイ（水城せとな、月刊プリンセス）
- 彼女とカメラと彼女の季節（月子、月刊モーニングtwo）
- カノジョになりたい君と僕（たかせうみ、GANMA!）
- 彼女のカレラ My Favorite Carrera（麻宮騎亜、週刊プレイボーイ）
- カノジョは嘘を愛しすぎてる（青木琴美、Cheese!）
- カノジョも彼女（ヒロユキ、週刊少年マガジン）
- かの名はポンパドール（原作：佐藤賢一、作画：紅林直、ジャンプ改）
- Kanon（原作：key、作画：森嶋プチ）
- カバチタレ!（田島隆・東風孝広、週刊モーニング）
- 珈琲どりーむ（原作：花形怜、作画：ひらまつおさむ、週刊漫画TIMES）
- 壁ぎわ税務官（佐藤智一、ビッグコミックオリジナル）
- Capeta（曽田正人、月刊少年マガジン）
- 我間乱〜GAMARAN〜（中丸洋介、週刊少年マガジン）
- 神緒ゆいは髪を結い（椎橋寛、週刊少年ジャンプ）
- 神風怪盗ジャンヌ（種村有菜、りぼん）
- 神々の山嶺（原作：夢枕獏、作画：谷口ジロー、ビジネスジャンプ）
- 神クズ☆アイドル（いそふらぼん肘樹、月刊コミックZERO-SUM）
- 神様家族 (桑島由一、メディアファクトリー)
- 神様ドォルズ（やまむらはじめ、小学館）
- 神さまの言うとおり（原作：金城宗幸、作画：藤村緋二、週刊少年マガジン）
- 神様の言うとおり!（折原みと、パル）
- かみさまのいうとおり!（湖西晶、まんがタイムきらら）
- 神様のこどもたち（野村あきこ、なかよし）
- 神さまのつくりかた。（高田慎一郎、月刊Gファンタジー）
- 神様のミステイク（宮脇ゆきの、ちゃお）
- 神様はじめました（鈴木ジュリエッタ、花とゆめ）
- かみちゃまかりん（コゲどんぼ、なかよし）
- かみちゃまかりんCHU（コゲどんぼ、なかよし）
- かみちゅ!（鳴子ハナハル、月刊コミック電撃大王）
- かみつき学園（キダニエル、月刊少年シリウス）
- 神と一緒に（原作：Ju Homin、作画：三輪ヨシユキ、ヤングガンガン）
- 神に背を向けた男（原作：和田慎二、作画：浜田翔子、セリエミステリー）
- 神の犬（谷口ジロー、ビッグコミック）
- 神の雫（原作：亜樹直、作画：オキモト・シュウ、モーニング）
- 神の左手悪魔の右手（楳図かずお、ビッグコミックスピリッツ）
- 神のみぞ知るセカイ（若木民喜、週刊少年サンデー）
- カミヤドリ（三部けい、月刊少年エース）
- カミヨミ（柴田亜美、月刊Gファンタジー）
- カムイ外伝（白土三平）
- カムイ伝（白土三平、月刊ガロほか）
- カムナガラ（やまむらはじめ、ヤングキングアワーズ）
- カメレオン（加瀬あつし、週刊少年マガジン）
- 仮面天使（若菜将平、月刊アフタヌーン）
- 仮面の狩人ノブ（佐多みさき、プレイコミック）
- 仮面の忍者 赤影（横山光輝、週刊少年サンデー）
- 仮面ボクサー（島本和彦、ヤング・キャプテン）
- 仮面ライダーシリーズ（石森章太郎、週刊少年サンデー）
- 仮面ライダーSD 疾風伝説（かとうひろし、コロコロコミック）
- 仮面ライダーSPIRITS（村枝賢一、マガジンZ）
- 仮面ライダーBlack（石ノ森章太郎、週刊少年サンデー）
- 鴨乃橋ロンの禁断推理（天野明、少年ジャンプ+）
- カラオケ行こ!（和山やま）
- からかい上手の高木さん（山本崇一朗、ゲッサンmini→ゲッサン）
- カラクリオデット（鈴木ジュリエッタ、花とゆめ）
- からくりサーカス（藤田和日郎、週刊少年サンデー）
- 人形草紙あやつり左近（原作：写楽麿、作画：小畑健、週刊少年ジャンプ）
- からす天狗うじゅ（塒祇岩之助、ガンガンONLINE）
- ガラスの仮面（美内すずえ、花とゆめ）
- 空手バカ一代（梶原一騎・つのだじろう・影丸譲也、週刊少年マガジン）
- からどろ（大西俊輔、プレコミックブンブン）
- 空の境界（天空すふぃあ、星海社WEBサイト「最前線」）
- 空の境界 未来福音（武内崇）
- 空の帝国 （喜多尚江、花とゆめ）
- カラミざかり（桂あいり）
- からん（木村紺、月刊アフタヌーン）
- かりあげクン（植田まさし、漫画アクションなど）
- かりん（影崎由那、ドラゴンエイジ）
- かりんと。（原作：氷幻嵩人、作画：THE SEIJI、週刊少年チャンピオン）
- 軽井沢シンドローム（たがみよしひさ、ビッグコミックスピリッツ）
- カルバニア物語（TONO、Chara）
- カルラ舞う!（永久保貴一、ハロウィン→サスペリア→ミステリーボニータ→ホラーシルキー）
- 華麗なる食卓（ふなつ一輝、週刊ヤングジャンプ）
- 彼氏彼女の事情（津田雅美、LaLa）
- カレとカノジョの選択（緒原博綺、コミックNewtype）
- 彼とわたしと店長の深夜勤務（サイクロン）
- 枯れ葉色のメッセージ（神崎順子、なかよし）
- 彼はディアボロ!（霜月かよ子、別冊フレンド）
- KAREN（やぶうち優、ちゃお）
- 可愛い嘘のカワウソ（Lommy、Twitter）
- 可愛いだけじゃない式守さん（真木蛍五、マガジンポケット）
- 可愛いたぬきも楽じゃない（河口けい、LaLa、マンガPark）
- カワイスギクライシス（城戸みつる、ジャンプスクエア）
- 可愛そうにね、元気くん（古宮海、週刊ヤングジャンプ）
- かわうその自転車屋さん（こやまけいこ、週刊漫画TIMES）
- 監禁婚〜カンキンコン〜（近藤しぐれ、ゴラクエッグ）
- 頑丈人間スパルタカス（安永航一郎、少年キャプテン）
- 漢晋春秋司馬仲達伝三国志 しばちゅうさん（末弘、イブニング）
- GUNSLINGER GIRL（相田裕、コミック電撃大王）
- 元祖!浦安鉄筋家族（浜岡賢次、週刊少年チャンピオン）
- 元祖大四畳半大物語（松本零士、別冊漫画アクション）
- カンタレラ（氷栗優、プリンセスGOLD）
- GANTZ（奥浩哉、週刊ヤングジャンプ）
- GANTZ:E（原作:奥浩哉、作画:花月仁、週刊ヤングジャンプ）
- かんなぎ（武梨えり、月刊ComicREX）
- カンナさーん!（深谷かほる、YOU）
- 神無月の巫女（介錯、月刊少年エース）
- ガンニバル（二宮正明、週刊漫画ゴラク）
- ガンバ!Fly high（原作：森末慎二、作画：菊田洋之、週刊少年サンデー）
- 神林&キリカシリーズ（杜野亜希、別冊花とゆめ）
- がんばれ!キッカーズ（ながいのりあき）
- がんばれ元気（小山ゆう、週刊少年サンデー）
- がんばれ酢めし疑獄!!（施川ユウキ、週刊少年チャンピオン）
- ガンパレード・オーケストラ（原作：ソニー・コンピュータエンタテインメント、作画：さなづらひろゆき、電撃大王）
- がんばれ!ドッジファイターズ（村上としや、斉藤むねお、小学三年生、小学四年生、小学五年生、小学六年生）
- ガンパレード・マーチ（さなづらひろゆき、電撃大王）
- がんばれ!ドモンくん ガンダムパーティ（ときた洸一、コミックボンボン）
- がんばれドリンカーズ（水島新司、ヤングチャンピオン）
- がんばれ!ドンベ（はしもとみつお、コロコロコミック）
- がんばれみどりちゃん（唐沢なをき、イブニング）
- がんばれ!メメ子ちゃん（むんこ、まんがくらぶオリジナル）
- がんばれ!!ロボコン（石ノ森章太郎、週刊少年サンデー）
- KUNG・FU★レディー（牧村ジュン、なかよし）
- GUN BLAZE WEST（和月伸宏、週刊少年ジャンプ）
- ガンフロンティア（松本零士、プレイコミック）
- がんぼ -ナニワ悪道編-（原作：田島隆、作画：東風孝広、イブニング）
- 銃夢（木城ゆきと、ビジネスジャンプ）

## き
- キーチ!!（新井英樹、ビッグコミックスペリオール）
- 黄色い本（高野文子、講談社）
- 消えた初恋（原作：ひねくれ渡、作画：アルコ、別冊マーガレット）
- 機械人形ナナミちゃん（木星在住、マイクロマガジン社）
- 聞かせてよ愛の言葉を（津雲むつみ、YOU）
- キガタガキタ! 〜「恐怖新聞」より〜（原作：つのだじろう、漫画：西条真二、週刊少年チャンピオン）
- 危機一髪いけないラブコール（さこう栄、なかよし）
- 機獣新世紀・ZOIDS（上山道朗、月刊コロコロコミック）
- 寄宿学校のジュリエット（金田陽介、別冊少年マガジン→週刊少年マガジン）
- 岸和田博士の科学的愛情（トニーたけざき、月刊アフタヌーン）
- 機神大戦ギガンティック・フォーミュラ（原作：GF、作画：岡昌平、電撃大王）
- 絆 (漫画)（山川純一）
- キス&ネバークライ（小川彌生、Kiss）
- 傷追い人（原作：小池一夫 作画：池上遼一、ビッグコミックスピリッツ）
- キス・キス（八神千歳、ちゃお）
- キス☆クラ（瀬上あきら、週刊少年マガジン）
- キスより簡単（石坂啓、ビッグコミックスピリッツ）
- キスよりも早く（田中メカ、LaLa）
- 寄生獣（岩明均、月刊アフタヌーン）
- 寄性獣医・鈴音（春輝、月刊キスカ）
- キセキのローレライ（能登山けいこ、ちゃお）
- 偽装不倫（東村アキコ、XOY→LINEマンガ）
- 汚い奴（高口里純、漫画アクション）
- 来るべき世界（手塚治虫、単行本描き下ろし）
- 鬼畜島（外薗昌也、WEBコミックガンマ→LINEマンガ）
- K.O.SEN（村瀬克俊、週刊少年ジャンプ）
- 蹴撃手マモル（ゆでたまご、週刊少年ジャンプ）
- 桔香ちゃんは悪役令嬢になりたい!（原作 : 相場康平、作画 : 日下氏、まんがタイムきららMAX）
- 喫茶アネモネ（柘植文、東京新聞）
- 木槌の誘い（水木しげる、ビッグゴールド）
- きっといつかは幸福寺（ありま猛、チャンピオンジャック）
- キッドアイラック！（長田悠幸、ヤングガンガン）
- 狐のお嫁ちゃん（Batta、みんなのコミック）
- キディ・グレイドVS（ふぢまるありくい、月刊ドラゴンジュニア）
- キディ・グレイド リバース（ひよひよ、月刊少年エース）
- キテレツ大百科（藤子不二雄、こどもの光）
- 機動警察パトレイバー（ゆうきまさみ、週刊少年サンデー）
- 機動戦士ガンダム（岡崎優、冒険王）
- 機動戦士ガンダム0079（近藤和久、サイバーコミックス→MS SAGA→電撃大王）
- 機動戦士ガンダム00F（ときた洸一、ガンダムエース）
- 機動戦士ガンダム C.D.A. 若き彗星の肖像（北爪宏幸、ガンダムエース）
- 機動戦士ガンダムF90（山口宏・中原れい、サイバーコミックス）
- 機動新世紀ガンダムX〜UNDER THE MOONLIGHT〜（シナリオ：大島千歳、漫画：赤津豊、ガンダムエース）
- 機動戦士ガンダムΖΖ外伝 ジオンの幻陽（森田崇、ガンダムエース）
- 機動戦士ガンダムさん（大和田秀樹、ガンダムエース）
- 機動戦士ガンダム THE ORIGIN（安彦良和、ガンダムエース）
- 機動戦士ガンダム エコール・デュ・シエル（美樹本晴彦、ガンダムエース）
- 機動戦士ガンダム オレら連邦愚連隊（曽野由大、ガンダムエース）
- 機動戦士ガンダム オペレーション:トロイ（近藤和久、ガンダムエース）
- 機動戦士ガンダム ギレン暗殺計画（Ark Performance、ガンダムエース）
- 機動戦士ガンダム ジオンの再興（近藤和久）
- 機動戦士ガンダム シルエットフォーミュラ91（やすだひろし、サイバーコミックス、MS SAGA）
- 機動戦士クロスボーン・ガンダム（長谷川裕一、少年エース）
- 機動戦士クロスボーン・ガンダム 鋼鉄の7人（長谷川裕一、少年エース）
- 機動戦士VS伝説巨神 逆襲のギガンティス（長谷川裕一、サイバーコミックス）
- 機動戦士Ζガンダム デイアフタートゥモロー ―カイ・シデンのレポートより―（ことぶきつかさ、ガンダムエース）
- 気になるヨメさん（星里もちる、ビッグコミックスピリッツ）
- きのう何食べた?（よしながふみ、モーニング）
- きのこいぬ（蒼星きまま、月刊COMICリュウ）
- ギフト±（ナガテユカ、週刊漫画ゴラク）
- きまぐれヴァルプルギス（イッシー、裏サンデー、マンガワン）
- きまぐれオレンジ☆ロード（まつもと泉、週刊少年ジャンプ）
- 気まぐれコンセプト（ホイチョイ・プロダクションズ、ビッグコミックスピリッツ）
- きみが居る場所（深井結己、竹書房）
- きみが心に棲みついた（天堂きりん、講談社）
- 君が死ぬ夏に（大柴健、マガジンSPECIAL→別冊少年マガジン）
- きみが死ぬまで恋をしたい（あおのなち、コミック百合姫）
- 君が見ていた夢を（那州雪絵、花とゆめ）
- きみ子は残像を愛す（かしこ、コミック電撃だいおうじ）
- ギミック!（原作：金成陽三郎、作画：薮口黒子、週刊ヤングジャンプ）
- きみと青い春のはじまり（アサダニッキ、デザート）
- きみといっしょ!? 〜ぼくとわたしの○×問題〜（森田ゆき、ちゃお）
- 君と綴るうたかた（ゆあま、コミック百合姫）
- 君と僕。（堀田きいち、月刊少年ガンガン、ガンガンパワード）
- 君と僕のアシアト〜タイムトラベル春日研究所〜（よしづきくみち、オースーパージャンプ→スーパージャンプ→グランドジャンプPREMIUM）
- 君と見る月DX（小野佳苗、FEEL YOUNG）
- 君夏シリーズ（古矢渚、gateau）
- きみに恋する殺人鬼（あきやまえんま、裏サンデー、マンガワン）
- 君に届け（椎名軽穂、別冊マーガレット）
- 君には届かない。（みか、ジーンピクシブ）
- 君のいる町（瀬尾公治、週刊少年マガジン）
- きみのカケラ （高橋しん、週刊少年サンデー）
- 君ノ声（森永ミク、LINEマンガ）
- 君のことが大大大大大好きな100人の彼女（原作：中村力斗、作画：野澤ゆき子、週刊ヤングジャンプ）
- キミは宙のすべて（能登山けいこ、ちゃお）
- きみはノルン（小山田いく、月刊少年チャンピオン）
- きみはペット（小川彌生、Kiss Carnival→Kiss）
- 君は放課後インソムニア（オジロマコト、ビッグコミックスプリッツ）
- 君はまるで、あの花のようで。（後藤みさき、Sho-Comi）
- 君は淫らな僕の女王（原作：岡本倫、作画：横槍メンゴ、週刊ヤングジャンプ→ミラクルジャンプ→週刊ヤングジャンプ）
- キミも今日から東大脳! QuizKnockの館へようこそ（瀬田ハルヒ、協力：QuizKnock、なかよし）
- キミを侵略せよ!（稲岡和佐、週刊少年ジャンプ）
- 鬼滅の刃（吾峠呼世晴、週刊少年ジャンプ）
- キメルのYOYO!（樫本学ヴ、コロコロコミック）
- ギャートルズ（園山俊二）
- ギャグマンガ日和（増田こうすけ、月刊少年ジャンプ→ジャンプスクエア）
- キャスター（赤塚不二夫、ポップコーン）
- 逆境ナイン（島本和彦、月刊少年キャプテン）
- キャッツ♥アイ（北条司、週刊少年ジャンプ）
- キャッツ♥愛（原作：北条司、シナリオ：中目黒さくら、漫画：阿佐維シン、月刊コミックゼノン）
- Cat Shit One（小林源文、ソフトバンククリエイティブ）
- キャットストリート（神尾葉子、別冊マーガレット）
- キャットルーキー（丹羽啓介、少年サンデー超増刊）
- キャプテン（ちばあきお、月刊少年ジャンプ）
- キャプテンKen（手塚治虫、週刊少年サンデー）
- キャプテン翼（高橋陽一、週刊少年ジャンプ）
- きゃぷてんボン（藤子・F・不二雄、てれびくん）
- ギャラクシーエンジェル（かなん）
- ギャラクティックマンション（なかにしえいじ、ヒーロークロスライン）
- きゃらめる♥キッス（八神千歳、ちゃお）
- キャラメル シナモン ポップコーン（吉住渉、Cocohana）
- キャラ者（江口寿史）
- ギャラリーフェイク（細野不二彦、ビッグコミックスピリッツ）
- ぎゃるかん（倉上淳士、WEEKLY漫画アクション・メンズヤング）
- GALS!（藤井みほな、りぼん）
- ギャルボーイ!（中村真理子、BE・LOVE）
- ギャングース（肥谷圭介×鈴木大介、モーニング）
- GANGSTA.（コースケ、月刊コミック@バンチ）
- ギャンブルッ!（鹿賀ミツル、週刊少年サンデー）
- ギャンブルフィッシュ（山根和俊、週刊少年チャンピオン）
- ギャンブルレーサー（田中誠、モーニング）
- Q.E.D. 証明終了（加藤元浩、マガジンGREAT）
- 究極超人あ〜る（ゆうきまさみ、週刊少年サンデー）
- 吸血鬼すぐ死ぬ（盆ノ木至、週刊少年チャンピオン）
- 吸血鬼ちゃん×後輩ちゃん（嵩乃朔、電撃G'sコミック）
- 窮鼠の契り-偽りのΩ-（白石ユキ、Sho-Comi）
- 窮鼠はチーズの夢を見る（水城せとな、NIGHTY Judy）
- キューティーハニー（永井豪）
- 球道くん（水島新司、マンガくん・少年ビッグコミック）
- QP（高橋ヒロシ、ヤングキング）
- キュビズム・ラブ（原作：芝村裕吏、作画：松本テマリ、comic B's-LOG キュン→B's-LOG COMIC）
- ぎゅわんぶらあ自己中心派（片山まさゆき、週刊ヤングマガジン）
- キュン死に寸前!（北別府ニカ、週刊アスキー）
- ギョ（伊藤潤二、ビッグコミックスピリッツ）
- 境界のないセカイ（幾夜大黒堂、マンガボックス→月刊少年エース）
- 境界のRINNE（高橋留美子、週刊少年サンデー）
- 教科書にないッ!（岡田和人、ヤングチャンピオン）
- 今日から俺は!!（西森博之、週刊少年サンデー）
- 今日、恋をはじめます（水波風南、Sho-Comi）
- 強殖装甲ガイバー（高屋良樹、月刊少年エース）
- 狂人軍（藤子不二雄A、少年チャンピオン）
- 暁星記（菅原雅雪、モーニング→描きおろし）
- 京大M1物語（稲井雄人、ビッグコミックオリジナル）
- 今日の5の2（桜場コハル、別冊ヤングマガジン）
- きょうの猫村さん（ほしよりこ、マガジンハウス）
- 今日の魔王様（柊裕一、月刊ガンガンJOKER）
- 恐怖新聞（つのだじろう、週刊少年チャンピオン）
- 恐怖の遊星魔人（水木しげる）
- 今日も明日も。（絵夢羅、花とゆめ）
- 清き一票お願いします!!（陣名まい、ちゃお）
- 清く正しく美しく（原作：ufotable、作画：たあたんちぇっく、ジャンプスクエア）
- 潔く柔く（いくえみ綾、Cookie）
- 虚構の王（藤山海里、月刊コミックジーン）
- 魚人荘から愛をこめて（一色まこと、スーパージャンプ）
- 巨人の星（原作：梶原一騎、作画：川崎のぼる、週刊少年マガジン）
- 巨乳ハンター（安永航一郎、週刊少年サンデー）
- 極東学園天国（日本橋ヨヲコ）
- 巨娘（木村紺、月刊アフタヌーン→good!アフタヌーン）
- 清村くんと杉小路くんと（土塚理弘、月刊少年ガンガン）
- 嫌いでいさせて（ひじき、b-boyオメガバース Mercury）
- キラキラ（高瀬志帆、FEEL YOUNG）
- ギラギラ（原作：滝直毅 作画：土田世紀、ビッグコミックスペリオール）
- きらきら星変奏曲（森下さとみ、なかよし）
- きらきら☆迷宮（おおばやしみゆき、ちゃお）
- キラメキ☆銀河町商店街（ふじもとゆうき、花とゆめ）
- きらら☆プリンセス（作画:小鷹ナヲ、ストーリー:田中利花、なかよし）
- キラリティー（うるし原智志、月刊コミックNORA）
- きらりん☆レボリューション（中原杏、ちゃお）
- ギリギリアウト（ソウマトウ、電撃大王ジェネシス）
- 限界集落温泉（鈴木みそ、コミックビーム）
- 桐谷さん ちょっそれ食うんすか!?（ぽんとごたんだ、月刊アクション）
- きりひと讃歌（手塚治虫、ビッグコミック）
- 切法師（中島輸宇樹、週刊少年ジャンプ）
- キリン（東本昌平）
- 麒麟町ぼうえいぐみ（ゆうの、マジキュー）
- ギルガメッシュ（石ノ森章太郎、週刊少年キング）
- キルミーベイベー（カヅホ、まんがタイムきららキャラット）
- 銀色の髪の亜里沙（和田慎二、別冊マーガレット）
- 金色のコルダ（呉由姫、LaLa）
- 金色のマビノギオン -アーサー王の妹姫-（山田南平、マンガPark）
- きんいろモザイク（原悠衣、まんがタイムきららMAX）
- 銀牙〜THE LAST WARS〜（高橋よしひろ、週刊漫画ゴラク）
- 銀河戦国群雄伝ライ（真鍋譲治、月刊電撃コミックGAO!）
- 銀河鉄道999（松本零士）
- 銀河鉄道の夜（原作：宮沢賢治、作画：片山愁）
- 銀河鉄道の夜（原作：宮沢賢治、作画：永島慎二）
- 銀河鉄道物語（松本零士、ビッグコミックスペリオール）
- 銀牙伝説WEED（高橋よしひろ、漫画ゴラク）
- 銀河特命隊パキントキント（作：並木さとし、漫画：山上正月、プレコミックブンブン）
- 銀牙 -流れ星 銀-（高橋よしひろ、週刊少年ジャンプ）
- ギンガム・AGE（高杉菜穂子、なかよし）
- ぎんぎつね（落合さより、ウルトラジャンプ）
- きんぎょ注意報!（猫部ねこ、なかよし）
- 金魚のフン（とみさわ千夏、ビッグコミックスペリオール）
- 金魚屋古書店（芳崎せいむ、IKKI）
- 金魚屋古書店出納帳（芳崎せいむ）
- きんぎんすなご（わかつきめぐみ、月刊少女フレンド、ザ・フレンド）
- KING OF BANDIT JING（熊倉裕一、マガジンZ）
- キングダム（原泰久、週刊ヤングジャンプ）
- きんこん土佐日記（村岡マサヒロ、高知新聞）
- 金田一少年の事件簿（原作：金成陽三郎・天樹征丸、作画：さとうふみや、週刊少年マガジン）
- 金太郎くんって悲劇的（山口ひとみ、なかよし）
- 銀魂（空知英秋、週刊少年ジャンプ）
- 禁断シリーズ（刑部真芯、Cheese!）
- 禁断の恋でいこう（大海とむ、プチコミック）
- 菌と鉄（片山あやか、別冊少年マガジン）
- キン肉マン（ゆでたまご、週刊少年ジャンプ）
- キン肉マンII世（ゆでたまご、週刊プレイボーイ）
- キン肉マンII世〜オール超人大進撃〜（ゆでたまご、Vジャンプ）
- 金の国 水の国（岩本ナオ、月刊flowers）
- 銀の匙 Silver Spoon（荒川弘、週刊少年サンデー）
- 銀のしっぽ（森真理、ビッグコミック）
- 銀のスプーン（小沢真理、Kiss）
- 銀の聖者 北斗の拳 トキ外伝（ながてゆか、週刊コミックバンチ）
- 銀盤カレイドスコープ（長谷川潤、原作:海原零、マーガレット）
- 銀盤騎士（小川彌生、Kiss）
- 勤番グルメ ブシメシ!（原作：酒井伴四郎、協力：青木直己、作画：土山しげる、コミック乱）
- 銀平飯科帳（河合単、ビッグコミックスペリオール）
- 金メダルマン（勝木一嘉、コロコロコミック）
- 吟遊戯曲BlackBard（漣一弥、月刊コミックジーン）

## く
- QBかりん 警視庁特殊SP班（西山優里子、Kiss）
- QUEEN BEE（魔木子、FEEL YOUNG）
- 喰いタン（寺沢大介、イブニング）
- 喰いしん坊（土山しげる）
- 空気男爵（さいとう・たかを）
- 空気の底（手塚治虫、プレイコミック）
- Gu-Guガンモ（細野不二彦）
- ぐうたらママ（古谷三敏、毎日新聞）
- 空談師（篠房六郎、月刊アフタヌーン）
- クーデタークラブ（松本光司、週刊ヤングマガジン）
- くーねるまるた（高尾じんぐ、ビッグコミックスピリッツ）
- クーベルチュール（末次由紀、BE・LOVE）
- クーロンズ・ボール・パレード（原作：鎌田幹康、作画：福井あしび、週刊少年ジャンプ）
- クーロンフィーユ（よしづきくみち、別冊少年マガジン）
- ククルカン 史上最大の作戦（高田慎一郎、月刊Gファンタジー）
- 公家侍秘録（高瀬理恵、ビッグコミック）
- 草壁署迷宮課おみやさん（石ノ森章太郎、ビッグコミック）
- 久字古妖怪伝ふわゆら（丸べこ、プレコミックブンブン）
- 孔雀王（荻野真、週刊ヤングジャンプ）
- 孔雀の微笑（イケスミチエコ、月刊プリンセス）
- 九条の大罪（真鍋昌平、ビッグコミックスピリッツ）
- クジラの子らは砂上に歌う（梅田阿比、ミステリーボニータ）
- クズの本懐（横槍メンゴ、月刊ビッグガンガン）
- くすりゆびひめ（高宮智、ChuChu）
- くせっ毛ララバイ（原ちえこ、なかよし）
- Xenos（村生ミオ、ヤングチャンピオン）
- くせになりそう（なかの弥生、芳村杏、なかよし）
- くそみそテクニック（山川純一、薔薇族）
- くだみみの猫（中山幸、月刊コミックアライブ、コミックキューン）
- くちびる ためいき さくらいろ（森永みるく、百合姉妹→コミック百合姫→コミックハイ!）
- クッキングパパ（うえやまとち、週刊モーニング）
- ぐっちすごろく（堀内三佳、FEEL YOUNG）
- Good Job〜グッジョブ（かたおかみさお、Kiss）
- Good Morning ティーチャー（重野なおき、まんがライフ、まんがくらぶオリジナル）
- くどき屋ジョー（ジョージ秋山、ビッグコミックスペリオール）
- 国が燃える（本宮ひろ志、週刊ヤングジャンプ）
- くのいち生徒会 こいき七変化!!（もりちかこ、ちゃお）
- くノ一ツバキの胸の内（山本崇一朗、ゲッサン）
- くノ一捕物帖 恋縄緋鳥（石ノ森章太郎、コミック&コミック）
- 首斬り朝（原作：小池一雄、作画：小島剛夕、週刊現代）
- クピドの悪戯 虹玉（北崎拓、週刊ヤングサンデー）
- クマさんの四季（和田慎二）
- クマのプー太郎（中川いさみ、ビッグコミックスピリッツ）
- 組長娘と世話係（つきや、コミックELMO）
- 雲盗り暫平（さいとう・たかを、リイドコミック）
- 雲のグラデュアーレ（原作：木原浩勝、作画：志水アキ、コミックフラッパー）
- くも漫。（中川学、トーチweb）
- クライング フリーマン（原作：小池一夫、作画：池上遼一、ビッグコミックスピリッツ）
- くらくらくー（天津冴、月刊少年エース・少年エースアサルト）
- 海月姫（東村アキコ、Kiss）
- グラシュロス（原作：金城宗幸、作画：藤村緋二、週刊ヤングマガジン）
- グラゼニ（原作：森高夕次、漫画：アダチケイジ、モーニング）
- 倉田屋おみね（魔木子、FEEL YOUNG）
- グラップラー刃牙（板垣恵介、週刊少年チャンピオン）
- グラデーション（たておか夏希、なかよし）
- グラナダ -究極科学探検隊-（いとうみきお、週刊少年ジャンプ）
- 蔵の宿（原作：西ゆうじ、作画：田名俊信、週刊漫画TIMES）
- グラビテーション（村上真紀、きみとぼく）
- 暗闇に鈴が鳴る（曽根原澄子、なかよし）
- GRANDEEK（桜瀬琥姫、月刊コミックガム）
- クランド（原作：たかしげ宙、作画：松本レオ、ヒーロークロスライン）
- CLAMP学園探偵団（CLAMP、月刊ASUKA、ミステリーDX）
- ぐらんぶる（原作：井上堅二、漫画：吉岡公威、good!アフタヌーン）
- クリア・クオリア（遠藤海成、月刊あすか）
- くりーくん（ハグキ、good!アフタヌーン）
- グリーン（朔本敬子、FEEL YOUNG）
- グリーンノートらぶれたあ（松島裕子、なかよし）
- CRIMEZONE -クリム・ゾン-（原作：山本賢治、作画：刻夜セイゴ、月刊ドラゴンエイジ）
- グリンゴ（手塚治虫、ビッグコミック）
- くるくる!チェンジライフ（あずき友里、ちゃお）
- ぐるぐるポンちゃん（池沢理美、別冊フレンド）
- くるねこ（くるねこ大和）
- くるりんぱっ!（今井康絵、ちゃお）
- くるるんっ☆りえるチェンジ!（中原杏、ちゃお）
- GREY（たがみよしひさ、月刊少年キャプテン）
- グレイテストな私達（わかつきめぐみ、LaLa）
- CLAYMORE（八木教広、月刊少年ジャンプ→ジャンプスクエア）
- クレセントノイズ（天野こずえ、月刊Gファンタジー）
- 紅 kure-nai（原作：片山憲太郎、作画：山本ヤマト、ジャンプスクエア）
- 紅匂ふ（大和和紀、BE・LOVE）
- クレヨンしんちゃん（臼井儀人、WEEKLY漫画アクション、まんがタウン）
- グレン5（原作：小高和剛、キャラクターデザイン：小玉有起、作画：篠田六、月刊コミックジーン）
- 黒（ソウマトウ、アオブロ!→アオブロオンライン→となりのヤングジャンプ）
- 黒犬O'clock（遠藤海成、月刊コミックジーン）
- 黒い秘密兵器（一峰大二、週刊少年マガジン）
- 黒岩メダカに私の可愛いが通じない（久世蘭、週刊少年マガジン）
- クローズ （高橋ヒロシ、月刊少年チャンピオン）
- 蔵人（尾瀬あきら、ビッグコミックオリジナル）
- CLOVER（CLAMP、Anie）
- クローバー（平川哲弘、週刊少年チャンピオン）
- クローバー（稚野鳥子、ぶーけ・Cookie・コーラス）
- クロガネ（池沢春人、週刊少年ジャンプ）
- 鉄コミュニケイション（ストーリー原案：かとうひでお、漫画：たくま朋正、月刊コミック電撃大王）
- 黒鉄ぷかぷか隊（栗橋伸祐、MC☆あくしず）
- クロカン（三田紀房、週刊漫画ゴラク）
- 黒ギャルになったから親友とヤってみた。（織島ユポポ、絶対領域R!）
- クロクロク（中村充志、週刊少年ジャンプ）
- 黒子のバスケ（藤巻忠俊、週刊少年ジャンプ）
- クロサギ（黒丸×原案:夏原武、週刊ヤングサンデー）
- 黒鷺死体宅配便（原作：大塚英志、作画：山崎峰水、月刊少年エース、コミックチャージ）
- クロザクロ（夏目義徳、週刊少年サンデー）
- 黒執事（枢やな、月刊Gファンタジー）
- クロスアカウント（伊達恒大、週刊少年ジャンプ）
- クロスオーバーレブ!（マンガクロス、山口かつみ）
- クロスゲーム（あだち充、週刊少年サンデー）
- CLOTH ROAD（脚本：倉田英之、作画：OKAMA）
- 黒鉄（冬目景、週刊モーニング）
- 黒神（朴晟佑、ヤングガンガン）
- クロノクルセイド（森山大輔、ドラゴンエイジ）
- 黒バイ将軍（南波健二、単行本書き下ろし）
- 黒博物館スプリンガルド（藤田和日郎、モーニング）
- 黒薔薇アリス（水城せとな、月刊プリンセス）
- 黒ベエ（藤子不二雄A、週刊少年キング）
- ぐゎんばる殿下（田中道明、コロコロコミック）
- 軍靴のバルツァー（中島三千恒、月刊コミック@バンチ）
- 軍艦少年（柳内大樹、週刊ヤングマガジン）
- 羣青（中村珍、モーニング2→月刊IKKI）

## け
- K（原作：遠崎史朗、漫画：谷口ジロー）
- けいおん!（かきふらい、まんがタイムきらら）
- 警察署長（原案：たかもちげん、作画：やぶうちゆうき、週刊モーニング）
- 警視正 椎名啓介（原案：たかもちげん、作画：やぶうちゆうき、イブニング）
- 警視総監アサミ（原作：近藤雅之、作画：有賀照人、ビジネスジャンプ）
- 警視庁特犯課007（舵英里、いち＊ラキ）
- 警死庁24時（大和田秀樹、月刊少年エース）
- 競女!!!!!!!!（空詠大智、週刊少年サンデー）
- ケイ×ヤク-あぶない相棒-（薫原好江、Palcy）
- ゲイン（なかいま強、週刊少年サンデー）
- GATE 7（CLAMP、ジャンプスクエア）
- ゲーマーズ・ガーディアン・フェアリーズ（愁☆一樹、電撃大王）
- ゲーミングお嬢様（原作：大@nani、作画：吉緒もこもこ丸まさお、少年ジャンプ+）
- ゲームウルフ隼人（きのした昭司、コミックボンボン）
- ゲームセンターあらし（すがやみつる、コロコロコミック）
- 劇画ヒットラー（水木しげる、週刊漫画サンデー）
- 劇画漂流（辰巳ヨシヒロ、まんだらけカタログ誌）
- ゲキカワ♥デビル（やぶうち優、ちゃお）
- 激濤 Magnitude 7.7（矢口高雄、ビッグコミック）
- ゲゲゲの家計簿（水木しげる、ビッグコミック）
- ゲゲゲの鬼太郎（水木しげる、貸本→週刊少年マガジンなど）
- ケシカスくん（村瀬範行）
- ゲタばきかあちゃん（コジロー、週刊漫画TIMES）
- 結界師（田辺イエロウ、週刊少年サンデー）
- 血界戦線（内藤泰弘、ジャンプスクエア→ジャンプSQ.19）
- 月下の棋士（能條純一、ビッグコミックスピリッツ）
- 月刊 哀川編集長（大見武士、ヤングコミック）
- 月刊少女野崎くん（椿いづみ、ガンガンONLINE）
- 月光（那州雪絵、花とゆめ）
- けっこう仮面（永井豪、月刊少年ジャンプ）
- 月光仮面（川内康範、少年クラブほか）
- 月光条例（藤田和日郎、週刊少年サンデー）
- 月光の囁き（喜国雅彦、週刊ヤングサンデー）
- ケッコー ケンコウ家族（栗原まもる、Kiss）
- 結婚アフロ田中（のりつけ雅春、ビッグコミックスピリッツ）
- 結婚しようよ（星里もちる、ビッグコミックスピリッツ）
- 結婚しようよ（水上航、なかよし）
- 結婚できないにはワケがある。（邑咲奇、恋するソワレ）
- 結婚指輪物語（めいびい、月刊ビッグガンガン）
- 血色の闇（関よしみ、なかよし）
- 決してマネしないでください。（蛇蔵、モーニング）
- ゲッターロボ（永井豪・石川賢）
- ゲッターロボ アーク（石川賢）
- ゲッターロボ號（永井豪・石川賢）
- ゲッターロボG（永井豪・石川賢）
- げっちゅー♥（すぎ恵美子、Cheese!）
- GET THE GOAL!! 4V4嵐（こしたてつひろ、コロコロコミック）
- GetBackers-奪還屋-（原作：青樹佑夜、作画：綾峰欄人、週刊少年マガジン）
- ケッパレ 松原さん!（シロヤギ、ジャンプLIVE→少年ジャンプ+）
- 潔癖男子!青山くん（坂本拓、ミラクルジャンプ→週刊ヤングジャンプ）
- 月明星稀 - さよなら新選組（盛田堅司、ヤングサンデー）
- 月曜日のたわわ（比村奇石、Twitter、週刊ヤングマガジン）
- ゲノム（古賀亮一、カラフルBee、コミックメガストア）
- 煙と蜜（長蔵ヒロコ、ハルタ）
- ケメコデラックス!（いわさきまさかず、電撃大王）
- 怪物事変（藍本松、ジャンプスクエア）
- ケモノな私と酔いませんか?（色意しのぶ、月刊キスカ）
- 獣の奏者（原作：上橋菜穂子、作画：武本糸会、月刊少年シリウス）
- ケロケロちゃいむ（藤田まぐろ、りぼん）
- ケロロ軍曹（吉崎観音、月刊少年エース）
- 幻覚ピカソ（古屋兎丸、ジャンプスクエア）
- 喧嘩商売（木多康明、週刊ヤングマガジン）
- 喧嘩稼業（木多康明、週刊ヤングマガジン）
- 喧嘩ラーメン（土山しげる、週刊漫画ゴラク）
- ケンガンアシュラ（原作：サンドロビッチ・ヤバ子、作画：だろめおん、裏サンデー、MangaONE）
- 元気でいこう!（たちばなとしひろ）
- 元気やでっ（原作：土屋守、脚本：次原隆二、作画：山本純二、週刊少年ジャンプ）
- 健康で文化的な最低限度の生活（柏木ハルコ、ビッグコミックスピリッツ）
- ケンコー全裸系水泳部 ウミショー（はっとりみつる、週刊少年マガジン）
- げんこつ岩太（中沢啓治、月刊少年チャンピオン）
- 現在官僚系 もふ（鍋田吉郎+並木洋美、週刊ビッグスピリッツ）
- げんしけん（木尾士目、月刊アフタヌーン）
- 原始少年リュウ（石ノ森章太郎、週刊少年チャンピオン）
- 源氏物語（原作：紫式部、作画：江川達也）
- 賢者の長き不在 -THE FIRSTKING ADVENTURE-（藤野もやむ、月刊コミックブレイド）
- 研修医なな子（森本梢子、オフィスユー→YOU）
- 幻蔵人形鬼話 （高田裕三、月刊アフタヌーン）
- 健太やります!（満田拓也、週刊少年サンデー）
- 減点パパ（古谷三敏、週刊ポスト）
- 拳闘暗黒伝セスタス（技来静也、ヤングアニマル）
- 拳奴死闘伝セスタス（技来静也、ヤングアニマル→ヤングアニマル嵐）
- 原爆に遭った少女の話（さすらいのカナブン）
- けんぷファー（原作：築地俊彦、作画：橘由宇、月刊コミックアライブ）
- ケンペーくん（ならやたかし）
- 幻魔大戦（原作：平井和正、作画：石森章太郎）
- 県立海空高校野球部員山下たろーくん（こせきこうじ、週刊少年ジャンプ）
- 県立地球防衛軍（安永航一郎、週刊少年サンデー増刊号）
- 犬狼伝説（原作：押井守、作画：藤原カムイ、アメージング・コミックス他）

## こ
- 恋風（吉田基已、イブニング）
- 恋がとけちゃう（まるやま佳、なかよし）
- こいきな奴ら（一条ゆかり、りぼん→週刊マーガレット）
- こいこい7（もりしげ、チャンピオンRED）
- 恋子の毎日（ジョージ秋山、漫画アクション）
- 恋したがりのブルー（藤原よしこ、Cheese!）
- 恋してナンボ!（杉山美和子、ChuChu）
- 恋する小惑星（Quro、まんがタイムきららキャラット）
- 恋するエジソン（渡邉築、週刊少年ジャンプ）
- 恋する(おとめ)の作り方（万丈梓、pixiv、comic POOL）
- 恋するシロクマ（ころも、月刊コミックジーン）
- 恋する夏はメランコリー（いでまゆみ、なかよし）
- 恋するプリン!（篠塚ひろむ、ちゃお）
- 恋するみちるお嬢様（若林稔弥、月刊少年ガンガン）
- 恋するメゾン（八神千歳、ちゃお）
- 恋染紅葉（原作:坂本次郎、作画:ミウラタダヒロ）
- 恋と嘘（ムサヲ、マンガボックス）
- 恋と軍艦（西炯子、なかよし）
- 恋と国会（西炯子、ビッグコミックスピリッツ）
- 恋と呼ぶには気持ち悪い（もぐす、pixiv、comic POOL）
- 恋のクッキーめしあがれ（神崎順子、なかよし）
- 恋のジグソーやってみて!（山口ひとみ、なかよし）
- 恋のしめきり5分前（峡塚のん、なかよし）
- 恋は雨上がりのように（眉月じゅん、月刊!スピリッツ→ビッグコミックスピリッツ）
- 恋はオン・エア!（篠塚ひろむ、ちゃお）
- 恋はゲームで!（篠塚ひろむ、ちゃお）
- 恋は思案の外（花田祐実、FEEL YOUNG）
- 恋は世界征服のあとで（原作：野田宏、作画：若松卓宏、週刊少年マガジン）
- 恋はつづくよどこまでも（円城寺マキ、プチコミック）
- 恋花温泉（川津健二朗、ヤングアニマル嵐）
- 恋は光（秋★枝、ウルトラジャンプ）
- 恋人志願のモンスター（峡塚のん、なかよし）
- コイビトは鬼の姫（佐保、月刊キスカ）
- 恋文日和（ジョージ朝倉、別冊フレンド）
- 恋をするつもりはなかった（鈴丸みんた、メロキス）
- 恋をたずねて三千里（神崎順子、なかよし）
- コインロッカー物語（作画：宮城シンジ、原作：伊東恒久、週刊漫画TIMES）
- 項羽と劉邦（横山光輝、コミックトム）
- 攻殻機動隊（士郎正宗、ヤングマガジン）
- 甲賀忍法帖（小山春夫など）
- 高機動無職ニーテンベルグ（青木ハヤト、月刊少年エース）
- 剛球少女（原作：田中誠一、作画：千葉きよかず、週刊漫画サンデー）
- 甲組の徹（池田邦彦、モーニング）
- 公権力横領捜査官 中坊林太郎（原哲夫、月刊BART3230）
- 高校アフロ田中（のりつけ雅春、ビッグコミックスピリッツ）
- 高校生家族（仲間りょう、週刊少年ジャンプ）
- 高校生無頼控（原作：小池一夫 作画：芳谷圭児、漫画アクション）
- 高校鉄拳伝タフ（猿渡哲也、週刊ヤングジャンプ）
- 高校デビュー（河原和音、別冊マーガレット）
- 甲子園の空に笑え!（川原泉、花とゆめ）
- 行進子犬に恋文を（玉崎たま、コミック百合姫）
- 高台家の人々（森本梢子、YOU）
- 紅茶王子（山田南平、花とゆめ）
- 鋼鉄ジーグ（安田達矢とダイナミック・プロなど）
- 鋼鉄天使くるみ（介錯、少年エースネクスト・少年エース）
- 校内写生（遊人、リイドコミック）
- コウノドリ（鈴ノ木ユウ、モーニング）
- 幸腹グラフィティ（川井マコト、まんがタイムきららミラク）
- 幸福屋（姫神ヒロ、ザ・マーガレット）
- 神戸在住（木村紺、月刊アフタヌーン）
- 豪放ライラック（桑田乃梨子、COMIC GUM）
- 合法百合夫婦本（伊藤ハチ）
- こうもり城で恋してみない?（星川とみ、なかよし）
- 荒野に獣慟哭す (原作：夢枕獏、作画：伊藤勢、月刊マガジンZなど）
- 荒野の果て（山川純一）
- 高齢出産ドンとこい!!（藤田素子、最高の主婦たち、本当にあった主婦の体験）
- こえたま（原作：中山智史、作画：桜羽起成、キャラクター原案：中原麻衣・植田佳奈・矢作紗友里・早見沙織、コミック アース・スター）
- こえでおしごと!（紺野あずれ、コミックガム）
- 聲の形（大今良時、週刊少年マガジン）
- GO AHEAD（樋口大輔、月刊少年ジャンプ）
- GO ANd GO（古谷野孝雄、月刊少年チャンピオン）
- ゴーゴー!ゴジラッ!!マツイくん（河合じゅんじ、コロコロコミック）
- ゴーゴー♪こちら私立華咲探偵事務所。（渡辺航、週刊コミックバンチ）
- GO!GO!HEAVEN!（原作：小原信治、作画：海埜ゆうこ、ビッグコミックスピリッツ）
- GO!GO!ミニ四ファイター（おちよしひこ、コロコロコミック）
- コージ苑（相原コージ、ビッグコミックスピリッツ）
- GHOST GIRL ゴーストガール（紗池晃久、少年ジャンプ+）
- GS美神 極楽大作戦!!（椎名高志、週刊少年サンデー）
- コーセルテルの竜術士（石動あゆま、COMIC Crimson）
- コータローまかりとおる!（蛭田達也、週刊少年マガジン）
- コータローまかりとおる! L（蛭田達也、週刊少年マガジン、マガジンSPECIAL）
- コードネームはセーラーV（武内直子、るんるん）
- CØDE:BREAKER（上条明峰、週刊少年マガジン）
- コーヒー&バニラ（朱神宝、Cheese!）
- 珈琲いかがでしょう（コナリミサト、EDEN）
- ゴーマニズム宣言SPECIAL コロナ論（小林よしのり）
- 氷の魔物の物語（杉浦志保、いち＊ラキ）
- GOLDEN★AGE（寒川一之、週刊少年サンデー）
- ゴールデンカムイ（野田サトル、週刊ヤングジャンプ）
- コールドゲーム（和泉かねよし、ベツコミ）
- ゴーレムハーツ（大須賀玄、週刊少年ジャンプ）
- ごきげん!ミコちゃん（しのらさとし、アップルミステリー）
- ごきげんよう、小春さん（葉月かなえ、デザート）
- ゴキブリ刑事（新岡勲、週刊漫画TIMES増刊）
- ご近所の博物誌（わかつきめぐみ、LaLa）
- ご近所物語（矢沢あい、りぼん）
- COCOON（竹下堅次朗、コミックブレイドGUNZ、コミックブレイドMASAMUNE）
- 極!!男塾（宮下あきら、週刊漫画ゴラク）
- 極黒のブリュンヒルデ（岡本倫、週刊ヤングジャンプ）
- 極上!!めちゃモテ委員長（にしむらともこ、ちゃお）
- ゴクジョッ。〜極楽院女子高寮物語〜（宮崎摩耶、スーパージャンプ→グランドジャンプ）
- ごくせん（森本梢子、YOU）
- ごくちゅう!（こんぱる&ふじしまペポ、取材協力：草下シンヤ・雨宮、ヤンマガWeb）
- 獄丁ヒグマ（帆上夏希、週刊少年ジャンプ）
- 極道くん（水島新司、週刊少年マガジン）
- 極道つぶし（佐々木拓丸、週刊ヤングジャンプ）
- ゴクドーくん漫遊記（原作：中村うさぎ、作画：桐嶋たける、電撃大王）
- 極楽青春ホッケー部（森永あい、別冊フレンド）
- 国立博物館物語（岡崎二郎、ビッグコミックスペリオール）
- 極楽りんご（林正之、眠れぬ夜の奇妙な話）
- コケカキイキイ（水木しげる、週刊漫画サンデー）
- ここはグリーン・ウッド（那州雪絵、花とゆめ）
- ココロ図書館（作画：髙木信孝、脚本：黒田洋介、コミック電撃大王）
- 5時から9時まで（相原実貴、Cheese!）
- 五時間目の戦争（優、ヤングエース）
- こじき姫ルンペネラ（手塚治虫、週刊ヤングマガジン）
- コジコジ（さくらももこ、きみとぼく）
- ご主人様と獣耳の少女メル（伊藤ハチ、@vitamin）
- ご主人様に甘いりんごのお菓子（藤田貴美、WALLFLOWER）
- こーしょー19さい（逸架ぱずる、メンズヤング→コミックハイ!）
- コスプレ刑事（堂本奈央、Cheese!）
- コスメの魔法（あいかわももこ、Kiss）
- コ・ス・モ・ス（西原ちか、なかよし）
- コスモス・エンド（笠原俊夫、週刊少年ジャンプ）
- 古代戦士ハニワット（武富健治、漫画アクション）
- コタローは1人暮らし（津村マミ、ビッグコミックスペリオール）
- ご注文はうさぎですか?（koi、まんがタイムきららMAX）
- こちら葛飾区亀有公園前派出所（秋本治、週刊少年ジャンプ）
- こっちむいて!みい子（おのえりこ、ちゃお）
- ゴッドサイダー（巻来功士、週刊少年ジャンプ）
- ゴッドハンド輝（山本航暉、週刊少年マガジン）
- ゴッドファーザーの息子（手塚治虫、別冊少年ジャンプ）
- 琴浦さん（えのきづ、マンガごっちゃ）
- 孤独のグルメ（原作：久住昌之、作画：谷口ジロー、月刊PANJA・SPA!）
- ことこと。 〜子と孤島〜（竹林月、月刊少年ブラッド→FlexComixブラッド）
- ことこと かるてっと（楠田夏子、Kiss）
- 琴子の道（原作：森高夕次、作画：松山せいじ、ヤングチャンピオン）
- 子連れ狼（原作：小池一雄、作画：小島剛夕、漫画アクション）
- 子連れ☆おおがみ（関根亮子、まんがタウンオリジナル→まんがタウン）
- 五等分の花嫁（春場ねぎ、週刊少年マガジン）
- ことのはの巫女とことだまの魔女と（藤枝雅、百合姉妹→コミック百合姫）
- 寿五郎ショウ（江口寿史）
- 子供学級（桜井のりお、週刊少年チャンピオン）
- こどものおもちゃ（小花美穂、りぼん）
- こどものじかん（私屋カヲル、コミック・ハイ!）
- 子供はわかってあげない（田島列島、モーニング）
- コネクト（鈴木マナツ、ウルトラジャンプ）
- 五年生（木尾士目、月刊アフタヌーン）
- この音とまれ!（アミュー、ジャンプスクエア）
- この彼女はフィクションです。（渡辺静、週刊少年マガジン）
- このヒーラー、めんどくさい（丹念に発酵、ニコニコ静画、ComicWalker、月刊コミックフラッパー）
- 木の実はあとふる（いでまゆみ、なかよし）
- コハエース（経験値、コンプティーク）
- 小早川伸木の恋（柴門ふみ、ビッグコミック）
- 小林さんちのメイドラゴン（クール教信者、月刊アクション）
- こはるの日々（大城ようこう、good!アフタヌーン）
- こはるびより（みづきたけひと、電撃萌王）
- コブラ（寺沢武一、週刊少年ジャンプ）
- ごほうびごはん（こもとも子、週刊漫画TIMES）
- コボちゃん（植田まさし、読売新聞）
- 困った時には星に聞け!（あべ美幸、いち＊ラキ）
- 古見さんは、コミュ症です。（オダトモヒト、週刊少年サンデー）
- こみっくがーるず（はんざわかおり、まんがタイムきららMAX）
- コミック昭和史（水木しげる）
- こみっくパーティー（犬威赤彦、電撃大王）
- 小森さんは断れない!（クール教信者、まんがタイムオリジナル）
- こもれびの国（得能正太郎、コミックガム）
- こもれ陽の下で…（北条司、週刊少年ジャンプ）
- コメットさん（横山光輝、週刊マーガレット）
- 今宵音降る空の下（高宮智、ChuChu）
- ゴリポン君（キド・タモツ、コロコロコミック）
- ゴリラーマン（ハロルド作石、週刊ヤングマガジン）
- ゴルゴーン（幻超二）
- ゴルゴ13（さいとう・たかを、ビッグコミック）
- これ描いて死ね（とよ田みのる、ゲッサン）
- これが私の御主人様（原作：まっつー、作画：椿あす、ガンガンパワード）
- コレクター・ユイ（麻宮騎亜、ちゃお／岡本慶子、書き下ろし）
- これで家族（原作：西ゆうじ、作画：杉江雅巳、漫画サンデー）
- 殺さない彼と死なない彼女（世紀末）
- 殺し愛（Fe、月刊コミックジーン）
- 殺し屋1（山本英夫、週刊ヤングサンデー）
- 殺し屋さん（タマちく.、漫画アクション）
- コロッケ!（樫本学ヴ、コロコロコミック）
- コロポックルの枕（水木しげる、週刊プレイボーイ）
- ゴロロ（ながとしやすなり、コロコロコミック）
- COWA!（鳥山明、週刊少年ジャンプ）
- こわしたいほど愛されたい（すもと亜夢、Cheese!）
- こわしや我聞（藤木俊、週刊少年サンデー）
- 解体屋ゲン（漫画：石井さだよし、原作：星野茂樹、週刊漫画TIMES）
- 壊れていてもかまいません（あらた伊里、ヤングコミック）
- こんいろ（あずまゆき）
- 婚姻届に判を捺しただけですが（有生青春、FEEL YOUNG）
- 金剛番長（鈴木央、週刊少年サンデー）
- コンシェルジュ（原作：いしぜきひでゆき、作画：藤栄道彦、週刊コミックバンチ）
- 金色のガッシュ!!（雷句誠、週刊少年サンデー）
- 混セでSHOWTIME（みずしな孝之、まんがスポーツ）
- ごんたくれ（原作：西田俊也、作画：木山道明、週刊ヤングサンデー）
- コンチェルト（はっとりみつる、ヤングアニマルあいらんど）
- 神力契約者M&Y（暁月あきら、週刊少年ジャンプ）
- コントラスト88（川崎宙、ジャンプスクエア）
- Compiler（麻宮騎亜、月刊アフタヌーン）
- COMBINATION（伊庭竹緒、バルプリティ）
- 紺碧の艦隊（原作：荒巻義雄、作画：居村眞二）
- コンポラキッド（もとはしまさひで、週刊少年マガジンおよびコミックボンボン）